# Cham járás
Cham járás egy járás Bajorországban. Cham járás Schwandorf, Regensburg, Straubing-Bogen, Regen, Klatovyi, Domažlicei, Waldmünchen, Kötzting, Bogen és Roding járásokkal határos. Lakosainak száma 121 401 fő (1987. május 25.).

## Népesség
A járás népessége az elmúlt években az alábbi módon változott:
| Lakosok száma | 23 841 | 6038 | 30 665 | 42 655 | 116 244 | 121 401 | 125 553 | 125 844 | 126 918 | 127 339 |
|               | 1871   | 1885 | 1925   | 1950   | 1970    | 1987    | 2013    | 2014    | 2016    | 2017    |